# Nguyễn Văn Lém
Nguyễn Văn Lém, ((poznat pod nazivom kapetan Bay Lap u FNL krugovima), Saigon, 1933. –  Saigon, 1. veljače 1968.), bio je pripadnik fronte nacionalnog oslobođenja Južnog Vijetnama, kojeg je drugog dana Têt ofanzive, u Vijetnamskom ratu, ustrijelio na ulici šef policije Nguyễn Ngọc Loan. Egzekuciju je snimio novinar Eddie Adams i ta ratna slika predstavlja, diljem svijeta, simbol ratnog neprijateljstva. Smaknuće je protumačeno kao posljedica Lémovih gerilskih napada na južnovijetnamske policajce i njihove obitelji. Prema službenim izvorima Lém je uhićen u blizini rova u kog su bačena 34 svezana i ubijena policajca i članovi njihove obitelji.

General Loan, koji je tada bio šef policije, ustrijelio je Léma svojim pištoljem, pred fotografom AP-a Eddiem Adamsom i kamermanom NBC-a Vo Suuom.
Prema Adamsu, Loan je došao do njega poslije smaknuća i rekao: "Oni su ubili brojne pripadnike moga naroda, i tvoga također". Fotografija i film su ubrzo diljem svijeta izazvali negativne reakcije na rat u Vijetnamu. Adams je 1968. godine nagrađen Pulitzerovom nagradom za svoju fotografiju.

## Vanjske poveznice
- Poznata fotografija